# Rackets als Jocs Olímpics d'estiu de 1908
Als Jocs Olímpics de 1908 celebrats a la ciutat de Londres es realitzà una única competició en categoria masculina de rackets, un variant indoor del tennis jugada al Canadà, Estats Units d'Amèrica i el Regne Unit. Aquesta fou l'única ocasió en la qual aquest esport fou olímpic.
Només prengueren part en la competició 7 jugadors del Regne Unit.

## Resum de medalles
| Prova              | Or                                | Argent                         | Bronze                   |
| Individual detalls | Evan Noel                         | Henry Leaf                     | John Jacob Astor         |
| Individual detalls | Evan Noel                         | Henry Leaf                     | Henry Brougham           |
| Dobles detalls     | Vane Pennell · i John Jacob Astor | Edmund Bury · i Cecil Browning | Evan Noel · i Henry Leaf |

## Medaller
| Posició | País       | Or | Argent | Bronze | Total |
| 1       | Regne Unit | 2  | 2      | 3      | 7     |